# 白银矿冶职业技术学院
白银矿冶职业技术学院是位于中华人民共和国甘肃省白银市的一所全日制公办專科學校。学校由白银市人民政府举办，并由甘肃省教育厅主管。

## 历史沿革
学校肇始于1984年成立的成人高等學校白银有色金属公司职工大学，当时学校主要招收白银有色集团的在职员工，并为其提供继续教育:660。2011年，甘肃省人民政府同意在白银有色金属公司职工大学的基础上成立专科层次的白银矿冶职业技术学院，并明定学校由白银市人民政府与白银有色集团共建。
2021年，创建于1935年的甘肃省靖远师范学校与创于1986年的白银市工业学校并入白银矿冶职业技术学院，学校的学科综合性得到了一定的加强，办学实力也有所提升。

## 系所设置
截至2021年，白银矿冶职业技术学院共开设全日制高职专科专业30个，分布在该校教育与艺术学院、机电工程学院、汽车工程学院、信息工程学院、矿冶工程学院、经济管理学院、现代服务学院、建筑工程学院等8个二级学院内。其中，资源开发和有色金属采选冶化类专业为该校的特色专业；而现代装备制造类和学前教育专业也具有一定优势。